# Tracker (BeOS)
Tracker — файловый менеджер в операционных системах BeOS, Zeta и Haiku. Трекерами именуется класс программ в BeOS, предназначенных для управления файлами. Традиционно они состоят из двух модулей — Deskbar и Tracker. Уникальность данного файл-менеджера в том, что благодаря файловой системе BeOS, он может брать часть функций медиа-органайзера, почтовой программы, мессенджера, просмотрщика картинок и так далее.

## История
Оригинальный трекер был создан компанией Be Inc. как часть BeOS, и впоследствии был выпущен с открытым исходным кодом в конце 2000 года. Проект вела Be до его закрытия в конце 2001 года, когда его перенесли на SourceForge под руководством Акселя Дерфлера, главного, на тот момент, разработчика будущей ОС Haiku. Он реализован под лицензией OpenTracker, представляющей собой слегка измененную лицензию BSD, позволяющую использовать в трекере торговую марку Be.

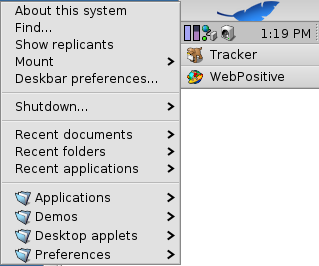
Deskbar в Haiku

## Deskbar
Deskbar представляет собой панель задач, которая по умолчанию располагается в правом верхнем углу экрана в BeOS/Haiku. Она состоит из меню панели задач, трея (информационной панели часов) и списка запущенных программ. Трекер всегда отображается в верхней части списка запущенных программ. Запущенные программы удобно сгруппированы, из Deskbar можно закрыть как отдельное окно, так и все сразу.

## Tracker
Tracker поддерживает несколько режимов просмотра файлов: в виде списка, в виде больших и маленьких иконок. На каждую из папок (как и в Finder в MacOS) можно поставить своё фоновое изображение. Поддерживаются обычные для файлового менеджера операции: копирование, перемещение, запуск, реализован drag'n'drop.

## Версии
- На базе OpenTracker разработчик Michael Lotz выпустил Tracker.NewFS, который поддерживал SVG-иконки и скины.[5][6]